# Mašú (jezero)
Mašú (japonsky 摩周湖; Mašú-ko) je jezero na východě ostrova Hokkaidó v Japonsku. Má rozlohu 19,2 km² a dosahuje maximální hloubky 211,4 m. Leží v nadmořské výšce 351 m. Jezero tvoří kaldera stejného jména vyplněná vodou.

## Vlastnosti vody
Je proslavené svou průzračnou vodou, v níž lze vidět až do hloubky 36 m a mlhou, která se tvoří nad jeho hladinou.

## Vodní režim
Jezero nemá žádný odtok.

## Ochrana přírody
Nachází se v Národním parku Akan.